# بالگردگاه بی ایریا هاسپیتل
بالگردگاه بی ایریا هاسپیتل (به انگلیسی: Bay Area Hospital Heliport) یک فرودگاه خصوصی است. این فرودگاه در شهر کوس بای، اورگن کشور ایالات متحده آمریکا قرار دارد و در ارتفاع ۲۸ متری از سطح دریا واقع شده‌است.